# Silene rouyana
Silene rouyana är en nejlikväxtart som beskrevs av Jules Aimé Battandier. Silene rouyana ingår i släktet glimmar, och familjen nejlikväxter. Inga underarter finns listade i Catalogue of Life.